# Turnhout Tigers
Les White Caps Turnhout sont un club de hockey sur glace de Turnhout en Belgique. Il évolue en BeNe League.

## Historique
- 1981:Fondation du club.

## Palmarès
- Championnat de Belgique (3): 2006, 2007, 2008.

## Images

Ancien logo du club
Ancien logo du club